# Shinonome
Lo Shinonome (綾波? lett. "Nuvole dell'alba"), sino al 1º agosto 1928 denominato 40-Gō kuchikukan (第40駆逐艦? lett. "cacciatorpediniere Numero 40"), è stato un cacciatorpediniere della Marina imperiale giapponese, terza unità appartenente alla classe Fubuki. Fu varato nel novembre 1927 dal cantiere di Sasebo.
Appartenente alla 12ª Divisione, operò in seno alla 2ª Flotta durante l'invasione della Malesia ma fu affondato subito dopo, il 17 dicembre, da un idrovolante a scafo olandese.

## Servizio operativo
Il cacciatorpediniere Shinonome fu ordinato nell'anno fiscale edito dal governo giapponese nel 1926, inizialmente con la denominazione "cacciatorpediniere No. 40" (40-Gō kuchikukan in lingua giapponese). La sua chiglia fu impostata nel cantiere navale di Sasebo il 12 agosto 1926 e il varo avvenne il 26 novembre 1927; fu completato il 27 maggio o il 25 luglio 1928 e il 1º agosto assunse il suo nome definitivo, avendo la Marina imperiale abbandonato alla data il sistema di nomenclatura del naviglio leggero con soli numeri. La nave formò con lo Shirakumo e il Murakumo la 12ª Divisione, dipendente dalla 3ª Squadriglia della 1ª Flotta. Tra 1940 e 1941 l'unità passò al comando del capitano di corvetta Hiroshi Sasagawa.
Il 20 novembre 1941 lo Shinonome seguì la divisione d'appartenenza e l'intera 3ª Squadriglia da Kure a Samah sull'isola di Hainan, raggiunta il 26. Il 4 dicembre salpò di scorta al primo convoglio navale che sbarcò parte della 25ª Armata a Kota Bharu, in Malaysia: riuscita con facilità l'operazione anfibia, invertì la rotta e l'11 si fermò nella baia di Cam Ranh. Il 16 salpò con il resto della divisione in difesa dei trasporti che puntavano al Borneo britannico; il giorno successivo, però, un idrovolante a scafo olandese Dornier Do 24 (matricola X-32) localizzò la formazione nipponica al largo di Miri (4°24′N 114°00′E) e si lanciò all'attacco dello Shinonome, che incassò in rapida sequenza due bombe nel deposito di munizioni poppiero. Il cacciatorpediniere saltò violentemente in aria senza lasciare superstiti.
Il 15 gennaio 1942 lo Shinonome fu eliminato dai ruoli della Marina imperiale.